# Fowler (Nowy Jork)
Fowler – town w Stanach Zjednoczonych, w stanie Nowy Jork, w hrabstwie St. Lawrence.
Powierzchnia town wynosi 60,69 mi² (około 157,2 km²). W 2010 roku jego populacja wynosiła 2202 osoby, a liczba gospodarstw domowych: 1059. W 2000 roku zamieszkiwało je 2180 osób, a w 1990 mieszkańców było 1885.